# 岩田幸宏
岩田幸宏（日语：／，1997年7月31日—）是一名出生於日本兵庫縣的職業棒球選手，效力於日本職棒東京養樂多燕子，主要守備位置為外野手。

## 個人情報

### 背號
- 024（2022年－）

## 外部連結
- 岩田幸宏在日本職棒（英语）